# Giovanni Michiel
Giovanni Michiel (Veneza, entre abril de 1446 e abril de 1447 - Roma, 10 de abril de 1503) foi um cardeal veneziano do século XV.

## Vida pregressa
Nasceu em Veneza em uma família nobre. Filho de Lorenzo Michiel e Nicolosa Barbo, irmã do Papa Paulo II. Primo do Cardeal Giovanni Battista Zeno (1468). Seu sobrenome também está listado como Micheli. Foi chamado Cardeal de Santa Lúcia, ou de Santo Ângelo, ou de Verona.
Protonotário Apostólico. Residiu com seu tio no Palácio Apostólico do Vaticano. Abade comendatário de Sesto al Reghena, Pordenone, desde 1465. Abade comendatário dos mosteiros beneditinos de Bosco, diocese de Aquila; e S. Fermo il Piccolo, Verona, em 23 de dezembro de 1467; ambos foram detidos pelo Papa Paulo II antes de sua eleição para o papado. Abade comendatário de S. Stefano all'Isola de 1497.

## Cardinalato
Criado cardeal-diácono no consistório de 21 de novembro de 1468; publicado no dia seguinte em consistório público no Palácio do Vaticano; recebeu o chapéu vermelho e a diaconia de S. Lúcia em Septisolio em 22 de novembro de 1468. Optou pela diaconia de S. Ângelo em Pescheria ca. 1470.

## Episcopado
Nomeado bispo de Verona, in commendam, 18 de março de 1471; teve que esperar para tomar posse da sé devido ao conflito entre Veneza e a Santa Sé; ocupou a sé até sua morte. Consagrado (nenhuma informação encontrada). Participou do conclave de 1471, que elegeu o Papa Sisto IV. Abade comendatário do mosteiro beneditino de SS. Trinità, diocese de Verona; ocupou o cargo até sua morte. Em 26 de novembro de 1473 recebeu a comenda do mosteiro beneditino de Tiana, diocese de Oristano. Abade comendatário do mosteiro beneditino de S. Maria di Sania, diocese de Nocera Umbra, 24 de julho de 1476. Deixou Roma com o papa em 10 de junho de 1476 devido à peste; acompanhou-o a Viterbo e Foligno; retornaram a Roma em 23 de outubro do mesmo ano.
Michiel optou pela ordem dos cardeais-presbíteros e pelo título de S. Marcello ca. 1484; manteve em comenda a diaconia de S. Ângelo em Pescheria até sua morte. Participou do conclave de 1484, que elegeu o Papa Inocêncio VIII. Sucedeu ao novo Papa como camerlengo do Sagrado Colégio dos Cardeais em 15 de setembro de 1484, pelo resto do ano; e foi eleito para o cargo em 9 de janeiro de 1485 até 11 de janeiro de 1486. Nomeado pelo papa bispo de Pádua, mas Veneza se opôs à nomeação e sequestrou as receitas de todos os benefícios do cardeal em território veneziano; ele renunciou em março de 1487 antes de tomar posse da sé. Nomeado legado a latere da Província do Patrimônio e dos castelos e fortalezas da Santa Sé em 5 de junho de 1486. Inspetor do exército papal contra o rei Fernando I de Nápoles; mais tarde foi encarregado das negociações com o rei para um tratado de paz assinado em 11 de agosto de 1487.
O Cardeal de Verona foi promovido a ordem dos cardeais-bispos e a sé suburbana de Albano em 14 de março de 1491. Optou pela sé suburbana de Palestrina em 10 de outubro de 1491. Participou do conclave de 1492, que elegeu o Papa Alexandre VI. O novo papa nomeou-o bispo suburbano de Porto e Santa Rufina, conforme havia prometido ao cardeal durante o conclave, em 31 de agosto de 1492. Abade comendatário da abadia de Baume-les-Messieurs de 1494 a 1497. Saiu de Roma para Orvieto com o papa devido à chegada das tropas francesas em 27 de maio de 1495. Nomeado patriarca titular latino de Antioquia em 23 de janeiro de 1497. De vida irrepreensível e muito caridoso com os pobres.
Giovanni Michiel morreu em Roma em 10 de abril de 1503, após dois dias de vômitos violentos, envenenado por seu cozinheiro, por ordem de Cesare Borgia, conde de Valentinois. Sepultado na igreja S. Marcello al Corso.